# Сельское поселение Сургут
Сельское поселение Сургут — муниципальное образование в Сергиевском районе Самарской области.
Административный центр — посёлок Сургут.

## Административное устройство
В состав сельского поселения Сургут входит 1 населённый пункт:
- посёлок Сургут.

## Население
| 2008  | 2010  | 2012  | 2013  | 2014  | 2015  | 2016  |
| ----- | ----- | ----- | ----- | ----- | ----- | ----- |
| 4704  | ↗4864 | ↘4760 | ↘4698 | ↘4618 | ↘4602 | ↘4587 |
| 2017  | 2018  | 2019  | 2020  | 2021  |       |       |
| ↘4545 | ↘4541 | ↘4518 | ↘4497 | ↗4714 |       |       |